# Видовчица
Видовчица или видац, видић, видова трава, црвена овчарка (лат. Anagallis) је род једногодишњих зељастих биљака из породице јагорчевина или јаглика (Primulaceae), и назив за најраширенију на просторима Балкана врсту, Anagallis arvensis.
Род видовчица (Anagallis) је традиционално сврставан у породицу јагорчевина (Primulaceae), али је након генетске и морфолошке студије спроведене 2000. сврстана у породицу Myrsinaceae, међутим 2009. је према APG III систематици поново укључена у породицу јагорчевина.

## Основни подаци о врсти
Четворострано стабло је полегло, ниско, голо и веома разгранато. Са њега полазе наспрамни, цели листови најчешће срцоликог облика чије је наличје маљаво. Цветови су појединачни, петочлани и са дугачким цветним дршкама, док су листови седећи (без лисних дршки). Цветови су најчешће црвене, ређе беле и тамноплаве боје. Плод је чахура, а семе има три ивице на којима су крилца и брадавичасту површину. Веома је распрострањена биљка и то посебно по умереновлажним, запуштеним местима као и на ораницама (то нарочито у житу), виноградима и баштама. Може се сматрати космополитом, ако се не рачунају тропски предели у којима видовчице нема.
Порекло имена:
- рода - од гр. anagelao = смејати се, јер се некада биљка користила за побољшање расположења
- врсте - од лат. arvensis = пољски.

Синоними:
- -{Anagallis foemina Mill.
- Anagallis mas Vill.
- Anagallis orientalis hort.
- Anagallis parviflora Lois.
- Anagallis punctifolia Stockes
- Anagallis pulchella Salisb.}-

### Хемијски састав дроге
У медицинске сврхе, као дрога се користи надземни део процветале биљке (Anagallidis herba) који није баш добро хемијски проучен. Зна се да херба, као и семе, садржи:
- сапонине, који су недовољно проучени;
- танине;
- неки протеолитички ензим;
- цикламин, гликозид;
- горке материје
- флавоноиде.

### Употреба
Видовчица се, управо због недовољно познатих хемијских састојака, користи само као народни лек. Данас се много ређе употребљава него раније јер се зна да садржи штетне материје, какав је нпр. цикламин. Најчешћа њена примена је код болести коже какве су младалачке акне, злоћудни тумори, инфициране ране и др. Осим тога може се употребити и за обољење жучних путева, као диуретик и за избацивање слузи из органа за дисање. Као седатив се може давати нервно растројеним особама и епилептичарима.
Упозорење: може се користити само по упутству стручне особе јер садржи сапонине!

## Врсте
Списак врста рода Anagallis:
- Anagallis acuminata - (Ангола)
- Anagallis alternifolia - (Чиле)
- Anagallis arvensis - (syn. A. parviflora, A. platyphylla, A. phoenicea)
- Anagallis barbata - (Бразил)
- Anagallis brevipes - (Танзанија)
- Anagallis crassifolia  - (Шпанија, Мароко)
- Anagallis djalonis  - (Africa)
- Anagallis filiformis - (Бразил)
- Anagallis foemina - syn. A. caerulea
- Anagallis gracilipes - (Зимбабве)
- Anagallis hexamera - (Етиопија, Кенија)
- Anagallis kingaensis  - (Африка)
- Anagallis minima - (syn. A. centunculus, Centunculus minimus)
- Anagallis monelli - (syn. A. linifolia')
- Anagallis nummulariifolia - (Madagascar)
- Anagallis oligantha  - (Малави)
- Anagallis peploides - (Мадагаскар)
- Anagallis pumila - (Америке)
- Anagallis rubricaulis - (Мадагаскар)
- Anagallis schliebenii  - (Танзанија)
- Anagallis serpens - (источна Африка)
- Anagallis tenella - (syn. A. repens)
- Anagallis tenuicaulis - (Мадагаскар)
- Anagallis tsaratananae  - (Мадагаскар)

## Галерија
- Anagallis foemina
- цвет
- Anagallis monelli
- Илустрација